# Guillaume de Saint-Pathus
Guillaume de Saint-Pathus, est un franciscain né en 1250 à Saint-Pathus, décédé en 1315, et petit-fils de Guillaume des Barres[réf. nécessaire] . Il fut de 1277 à 1295 confesseur de la reine Marguerite de Provence.
Il est connu pour une biographie de Saint Louis qu'il rédigea en s'appuyant sur les dépositions faites lors de son procès en canonisation. Cette œuvre fut commandée par une des filles de ce roi, Blanche de France, née en 1253, dont Guillaume fut également le confesseur de 1296 à 1314 environ.
Il écrivit aussi un panégyrique de ce roi.
Si, dans un premier temps, les historiens considèrent que sa biographie de Saint-Louis méritait plus d'attention que les écrits de Geoffroi de Beaulieu et Guillaume de Chartres, Jacques Le Goff estime dans son étude sur Saint Louis que ce récit est le moins fiable sur la figure royale. Toutefois, cette biographie nous renseigne beaucoup sur l'image de sainteté de Louis IX, du fait de son caractère hagiographique et de son recours aux témoignages.